# Mèdea Djúgueli
Mèdea Djúgueli   (Kutaissi, 1 d'agost de 1925 - Tbilisi, 8 de gener de 2016) fou una gimnasta artística georgiana que va competir sota bandera de la Unió Soviètica durant la dècada de 1950.
El 1952 va prendre part en els Jocs Olímpics d'Estiu de Hèlsinki, on disputà les set proves del programa de gimnàstica. Guanyà la medalla d'or en la competició del concurs complet per equips i la de plata en el concurs per aparells equips. També destaca la quarta posició aconseguida en el salt sobre cavall.
En el seu palmarès també destaquen set campionats soviètics de salt sobre cavall, el 1945, 1947 i de 1951 a 1955 i un d'anelles, el 1953.
Una vegada retirada, el 1962, va exercir d'entrenadora de l'equip de gimnàstica artística de Geòrgia (1962-1965) i de la selecció de l'URSS (1965-1970). També fou àrbitre internacional i de 1991 a 2005 fou vicepresidenta de la Federació de gimnàstica de Geòrgia.